# 9e régiment d'artillerie à pied (1910-1918)
Pour les articles homonymes, voir 9e régiment.
Le 9e régiment d'artillerie à pied est une unité de l'armée française ayant notamment participé à la Première Guerre mondiale. Ses traditions sont reprises par le 159e régiment d'artillerie à pied.

## Chefs de corps
- 1914 : colonel Stahl[2]
- 1918 : lieutenant-colonel Terrier[2]

## Historique du9erégiment d'artillerie à pied
Le régiment est créé en 1910. De 1914 à 1918, le 9e régiment d'artillerie à pied défend le front français en Alsace.
En septembre 1918, le 9e régiment d'artillerie à pied est dissout et ses éléments rejoignent le 159e régiment d'artillerie à pied.

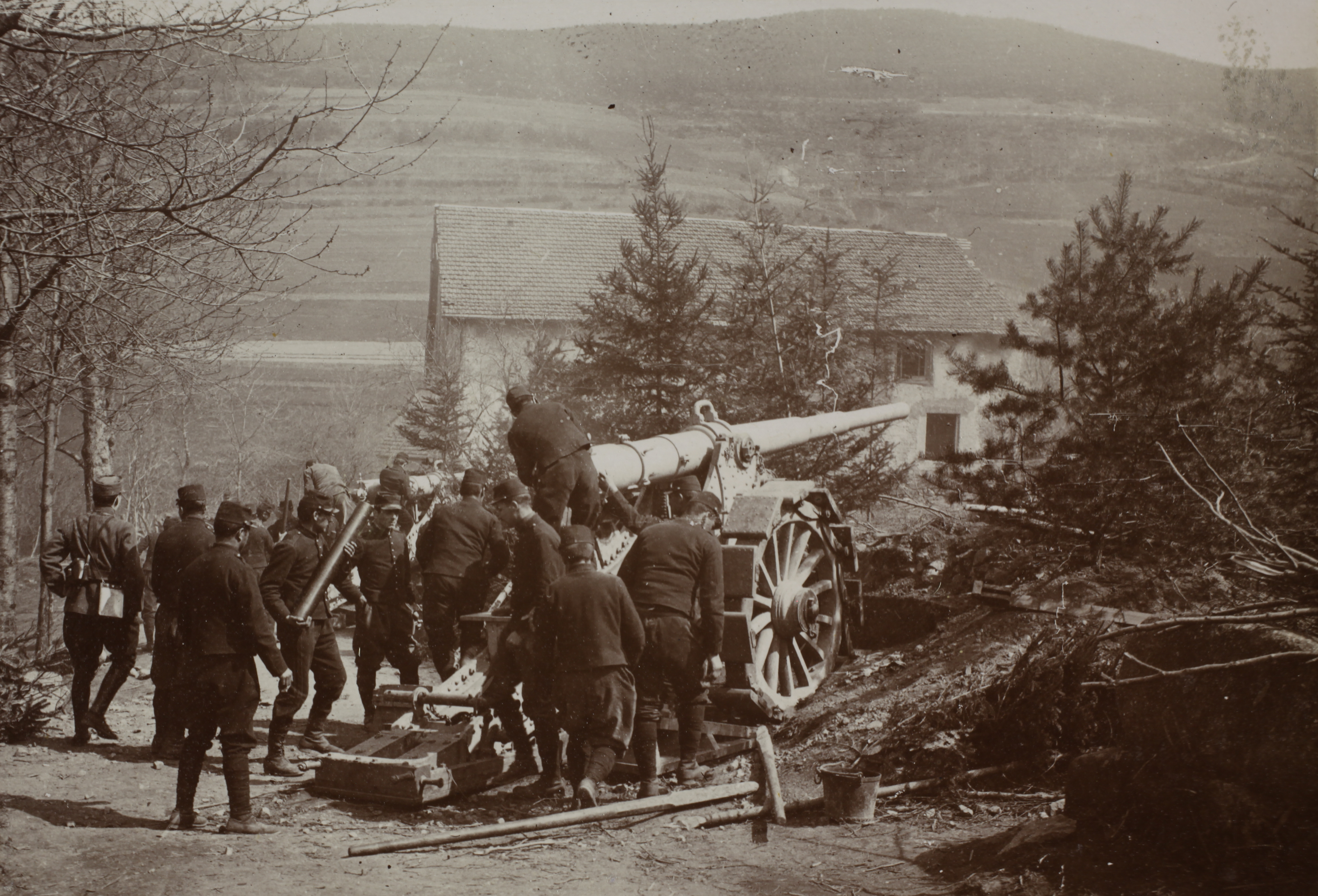
Canon de 155 de Bange du 9e RAP en action pendant l'hiver 1914.
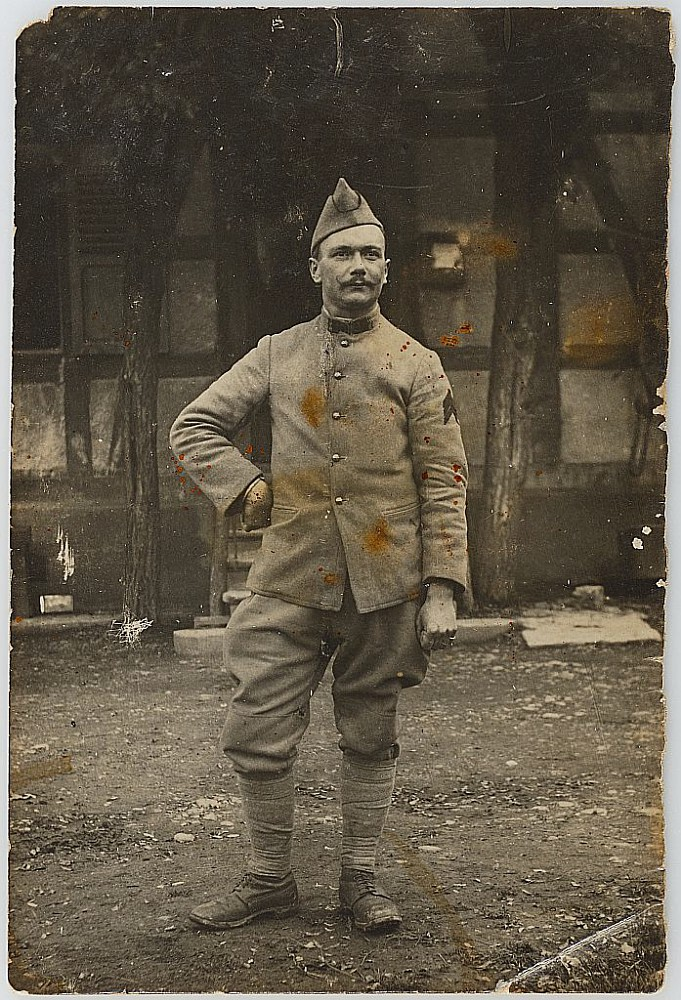
Un artilleur du 9e RAP vers 1917.

## Drapeau
Le 9e régiment d'artillerie à pied reçoit un drapeau qui ne porte aucune inscription,..